# جردن آدامز (بسکتبال، متولد ۱۹۸۱)
جردن آدامز (انگلیسی: Jordan Adams؛ زادهٔ ۲۴ مهٔ ۱۹۸۱) بازیکن بسکتبال اهل کانادا است.